# ایزول
ایزول (به انگلیسی: Isole) رودخانهای است که در فرانسه جریان دارد.